# Astiphromma rutilum
Astiphromma rutilum är en stekelart som beskrevs av Dasch 1971. Astiphromma rutilum ingår i släktet Astiphromma och familjen brokparasitsteklar. Inga underarter finns listade.